# The Pharcyde
The Pharcyde  es un grupo de rap alternativo de  Los Ángeles. Los cuatro miembros originales del grupo son Imani (Emandu Wilcox), Slimkid3 (Trevant Hardson), Bootie Brown (Romye Robinson) y Fatlip (Derrick Stewart). DJ Mark Luv fue el primer DJ del grupo, seguido por el productor J-Swift y J Dilla. El grupo es conocido por los éxitos "Drop", "Passin 'Me By" y "Runnin', así como su primer álbum, Bizarre Ride II the Pharcyde.

## Primeros años
Los miembros del grupo Slimkid3 Pharcyde, Bootie Brown, y  Imani eran bailarines a finales de 1980-1990. Alrededor de este tiempo, Imani y Slimkid3 estaban en un grupo llamado "as is" y más tarde un grupo llamado "Play Brothers", mientras que Bootie Brown era un bailarín de respaldo para Fatlip, (Fatlip el último miembro en unirse al grupo). El grupo se reunió con Reggie Andrews, un profesor local de una escuela de música que trabajó con la banda Dazz Band y Rick James, y que fue una gran influencia musical en su álbum debut.

## Debut discográfico
The Pharcyde grabaron su primer demo en 1991, que contiene las canciones "Passin 'Me By", "Ya Mama", y "Officer", y contrató a un mánager, Paul Stewart, que había trabajado para Cypress Hill, De La Soul, y House of Pain. Mike Ross, de Delicious Vinyl escuchó el demo y el grupo firmó con la discográfica en el verano de 1991, aparecieron primero en el álbum de Brand New Heavies Heavy Experiencia rima, vol. 1, en la canción "Soul Flower", publicado por Delicious Vinyl en 1992.